# Alampyris nigra
Alampyris nigra là một loài bọ cánh cứng trong họ Cerambycidae.